# Prix Stella
Le prix Stella (en anglais Stella Awards) est un prix parodique américain inventé par le journaliste et humoriste américain Randy Cassingham et remis chaque année, entre 2002 et 2007, à des personnes ayant entamé des poursuites outrancières ((en) Frivolous litigation), tentant manifestement d'abuser du système judiciaire américain.
Ce prix tire son nom de Stella Liebeck, plaignante dans l'affaire Liebeck v. McDonald's Restaurants, qui bénéficia, en premier jugement, d'une indemnité de 2,9 millions de dollars américains (réduite à 640 000 dollars) puis d'un accord tenu secret, pour s'être gravement brûlée avec un gobelet de café de McDonald's dans sa voiture,.
Randy Cassingham, inspiré par le prénom de la plaignante dans cette affaire créa, en 2002, un site Internet nommé « The TRUE Stella Awards » et faisant le recensement de cas de poursuites judiciaires abusives faites aux États-Unis.
En 2005, il publia le livre The True Stella Awards: Honoring real cases of greedy opportunists, frivolous lawsuits, and the law run amok afin de contrer les nombreuses contrefaçons, rumeurs et légendes urbaines qui sont véhiculées à ce sujet sur l'Internet.
En juillet 2012, Randy Cassingham annonce sa décision d'arrêter le Prix Stella.

## Gagnants
- 2002 : les sœurs Janice Bird, Dayle Bird Edgmon et Kim Bird Moran. Elles poursuivirent l'hôpital ayant soigné leur mère pour la détresse émotionnelle qu'elles ont éprouvée en voyant les médecins s'occuper de cette dernière. Elles ont été déboutées par la cour suprême de Californie[5].
- 2003 : la ville de Madera, en Californie. Cette dernière poursuivit la compagnie Taser, un fabricant de pistolet à impulsion électrique, à la suite de la mort accidentelle d'un suspect. Ce dernier, menotté, se débattait durant son arrestation. La policière Marcy Noriega voulut le maîtriser à l'aide de son Taser, mais, dans le feu de l'action, elle confondit ce dernier avec son arme de service, tirant une balle en pleine poitrine du suspect. La ville affirma que la compagnie devait payer pour toutes les demandes d'indemnités faites par la famille du défunt[6].
- 2004 : Mary Ubaudi du Comté de Madison, Illinois. À la suite d'un accident de voiture, elle poursuivit Mazda pour ne pas avoir donné des instructions sur l'utilisation sécuritaire et appropriée d'une ceinture de sécurité[7].
- 2005 : Christopher Roller de Burnsville, Minnesota. Il poursuivit David Copperfield et David Blaine pour qu'ils révèlent leurs secrets. Affirmant être Dieu, Roller prétendait que ces magiciens défiaient les lois de la physique, ce qui demande des pouvoirs divins. Ainsi, d'une certaine manière, ils volaient ses pouvoirs à Roller[8].
- 2006 : Allen Ray Heckard de Portland, Oregon. Affirmant ressembler à Michael Jordan et disant être souvent confondu avec ce dernier, il poursuivit l'athlète et le cofondateur de Nike, Phil Knight, pour diffamation, blessures physiques et émotionnelles et souffrance, pour un total de 832 millions de dollars américains[9].
- 2007 : Roy L. Pearson Jr., un juge de Washington DC. Il poursuivit pour 65 millions de dollars américains une compagnie de nettoyage à sec pour la perte d'un pantalon (au préjudice s'élevant à 10,5 dollars) et préjudice moral (détresse mentale), et fit appel de la décision quand le tribunal le débouta pour mauvaise foi[10],[11].

## Faux et autres prix
Il existe également de faux Prix Stella circulant sur Internet,,.
D'autres prix loufoques existent tels les Darwin Awards (suicides utiles) et les Not my Job Awards (flemmardise au travail).

## Ouvrages
- (en) Randy Cassingham, The True Stella Awards : Honoring real cases of greedy opportunists, frivolous lawsuits, and the law run amok. Dutton Adult. Penguin Group. November 2005. pp. 352.  (ISBN 0-525-94913-5).